# Cime de Pal
La cime de Pal est un sommet situé sur le territoire de la commune de Saint-Étienne-de-Tinée, dans le département des Alpes-Maritimes, en France.

## Géographie
La cime de Pal est située au sud-est de la pointe Côte de l'Âne. Elle domine le vallon de l'Ardon, et se trouve dans le parc national du Mercantour. D'un point de vue géologique, la cime de Pal est constituée de schistes.

## Accès
L'itinéraire de la voie normale démarre du refuge de Gialorgues, puis rejoint et franchi le col de Gialorgues. L'itinéraire rejoint ensuite la baisse de la Boulière, puis remonte jusqu'à l'arête nord de la cime de la Pal. Cette arête permet ensuite de gagner le sommet.

### Cartographie
- Carte 3639OT au 1/25 000 de l'IGN : « Haute Tinée 1 - Auron - Parc national du Mercantour »